# Hannah McKeand
Hannah McKeand es una exploradora polar inglesa. En 2006 estableció el récord del viaje más rápido (hombre o mujer) al Polo Sur, un viaje de 600 millas náuticas (1.100 km) que completó en solitario y en solo 39 días, 9 horas y 33 minutos. El récord se rompió en 2008 por Todd Carmichael de Spokane, Washington, Estados Unidos. También ha esquiado al Polo Sur más veces que nadie en la historia. [Citación necesitada] En marzo de 2008 trató de llegar al Polo Norte sola y sin apoyo, pero tuvo que abandonar el viaje después de caerse al hielo y dañarse gravemente el hombro y la espalda. McKeand es una oradora pública y un consultora polar.

## Juventud
McKeand nació en Bristol. Su madre, Julian Burbury, era actriz y su padre, Ian McKeand, era director de teatro y ahora se dedica a la enseñanza en el Newark College. Hasta que ella tuvo 6 años, la familia vivía en St Andrews, Escocia, donde su padre dirigía el Teatro Byre. Luego, la familia se mudó a la costa norte de Somerset, donde pasó el resto de su infancia. Asistió a la escuela St Audries School y al Richard Huish College y se tomó dos años antes de la universidad para trabajar con caballos de la FEI. Asistió a la Universidad de Gales Lampeter y se licenció en filología clásica.

## Carrera profesional
Su primer trabajo fue como estadística de la Asociación de Automóviles, que dejó después de 3 años para seguir una carrera en el teatro. Fue directora de marketing y luego jefa de giras del Watermill Theatre en Newbury, Berkshire y la compañía Propeller de Shakespeare masculina durante casi 10 años. En 2004 esquió por primera vez al Polo Sur y en 2005 renunció a su trabajo en el teatro para navegar alrededor del mundo en la carrera de yates Clipper Round the World y esquiar en solitario al Polo Sur.

## Actualmente
McKeand vive entre Haugastol, Noruega y Salt Lake City, Utah. Ella fundó una compañía con la guía polar Carl Alvey llamada Expeditions 365 que lleva a cabo cursos de entrenamiento polar cada primavera en la meseta Hardangervidda en Noruega.

## Logros
- 2006 Récord Mundial Guinness, la persona más rápida en esquiar solo y sin apoyo desde la costa de la Antártida hasta el Polo Sur. Siendo durante cuatro años la mujer más rápida (hasta 2016).[4][5]
- 2007 Mujer del año Sue Ryder Foundation
- 2007 National Geographic Society Nominada al premio al aventurero del año
- 2007 Premio de la revista Cosmopolitan  Woman of Achievement
- 2007 Premios The Best of Explorersweb
- 2008 Se convirtió en miembro de la Royal Geographical Society
- 2009 Invitada a presentar los premios Gold Duke of Edinburgh en el Palacio de St. James y conocer a Su Alteza Real el Príncipe Felipe
- 2010 Invitada a una recepción en 10 de Downing Street para la fundación Mark Evison con el primer ministro Gordon Brown
- 2010 Completó más expediciones en el Polo Sur que nadie en la historia
- 2010 Invitada a unirse al Explorers Club